# 10239 Hermann
10239 Hermann (1998 TY30) là một tiểu hành tinh vành đai chính.